# Neulengbacher Straße
Die Neulengbacher Straße B 44 ist eine Landesstraße in Österreich. Sie verläuft auf einer Länge von 23,4 km durch den Wienerwald. Die Straße beginnt in Purkersdorf am Stadtrand von Wien und führt parallel zur Westbahn und zur West Autobahn A 1 über Pressbaum nach Neulengbach.

## Geschichte
Die von St. Pölten nach Neulengbach führende Commercialstraße wurde am 1. Jänner 1845 dem Verkehr übergeben. Das von Purkersdorf nach Rekawinkel führende Stück war 1861 eine Reichsstraße,
1879 nur eine Bezirksstraße.
Die Purkersdorf-St. Pöltner Straße gehört seit dem 1. April 1959 zum Netz der Bundesstraßen in Österreich. Ihr westlicher Streckenabschnitt zwischen St. Pölten und Neulengbach wurde 1971 zur Landesstraße abgestuft.